# Геннадий (Левицкий)
Архиепископ Геннадий (в миру Иоанн Львович Левицкий или Левитский; 25 мая 1818, Губовка, Херсонская губерния — 10 [22] февраля 1893, Козлов, Тамбовская губерния) — епископ Русской православной церкви, епископ Сумской.

## Биография
Родился 25 мая 1818 года в военном поселении Губовке (ныне — в Кропивницком районе Кировоградской области, Украина) в семье священника. Отец его был болгарином, мать — молдаванкой.
По окончании курса в Херсонской семинарии был рукоположён 17 декабря 1839 года во священники к Владимирской церкви города Елизаветграда.
Овдовев, Левицкий в 1841 году отправился на богомолье в Киев, и Киевский митрополит Филарет убедил его поступить вольнослушателем в Киевскую Духовную Академию, а затем зачислил его и в студенты.
Постриженный 12 февраля 1844 года в монашество, Геннадий окончил курс со степенью магистра и был в 1845 году назначен преподавателем, а в 1846 году инспектором Херсонской семинарии.
Возведённый 6 августа 1852 года в сан архимандрита, Геннадий 13 июля 1858 года был назначен ректором Самарской семинарии, 22 августа 1859 года — настоятелем Богородицкого Задонского монастыря; с 10 октября 1860 года — ректор Тамбовской духовной семинарии.
Протоиерей Певницкий, бывший в то время преподавателем в Тамбовской семинарии, даёт о Геннадии отзыв как о человеке уже «помятом жизнью», но с «альтруистическими свойствами», на которые «учебное монашество не успело наложить своих сухих печатей», умевшем вести дело управления «в порядке и целесообразно», обращавшемся с наставниками «по-товариществу», а с учениками «по-отечески».
21 августа 1868 года Геннадий был назначен епископом Сарапульским, викарием Вятской епархии и 22 сентября хиротонисан.
24 июня 1872 года он был переведён на Кинешемское викариатство в Кострому.
9 апреля 1883 года — переведён на Сумское викариатство в Харьков. В Харькове, по отзыву А. Ф. Ковалевского, Геннадия «очень полюбили», и «начинания его по Куряжскому монастырю (управляемому им) заслуживали похвал»; в нём видно было «ревнование поправить положение обители».
29 ноября 1886 года Геннадий был уволен на покой и назначен управляющим Тверским Желтиковым монастырём.
Назначение Геннадия в Желтиков монастырь привело в сильное беспокойство Тверского архиепископа Савву. Официально Геннадий был уволен на покой «по преклонности лет и слабости здоровья», но Тверской владыка обратился ко всем лицам, так или иначе знавшим Геннадия, с просьбой сообщить «Бога ради, какая истинная причина увольнения Геннадия с третьей уже викариатской кафедры». Одни корреспонденты архиепископа называли Геннадия «простым-препростым» и даже «незлобивым», другие находили в нём «мнимую» или «неприличную архиерею простоту». Оказалось, что Полтавский архиепископ Иоанн «без конвульсий не мог слышать имени Геннадия», управлявшего когда-то епархией во время болезни Иоанна. Один священник подчеркнул, что Геннадий «по природе малоросс, а потому упорен». Все сходились в том, что Геннадий «много, очень много имеет странностей», что «эти странности обостряются по временам и проявляются в такой форме, что однажды доктор Геннадия, Денисов, объяснял эти проявления душевной болезнью». Ближайшим поводом к увольнению на покой Геннадия было посещение Харькова Киевским митрополитом Платоном, ибо Харьковский викарий «так неудачно держал себя, что митрополит сделал ему замечание»; после этого «сильному» в то время Харьковскому архиепископу Амвросию уже ничего не стоило «сбросить» бестактного викария.
У Геннадия, по мнению знавших его, было «сердце, не чуждое стремлений к высшим почестям», и уже ранее он «смущался своим положением» вечного викария. Тем менее он был доволен увольнением в Желтиков монастырь, где ему было «предоставлено только право делать распоряжения к приведению в исполнение предписаний епархиального начальства». 16 декабря 1886 года Геннадий прибыл в Желтиков и тотчас заболел, так что и в день Рождества не выходил в церковь.
Геннадий именовал себя «всепочтительнейшим» и «всепокорнейшим послушником» Тверского архиепископа, но Савва сильно «тяготился пребыванием в Твери Геннадия, позволявшего себе иногда поступки, соблазнявшие духовных и мирских лиц». В 1887 году Геннадий весьма удивил архиепископа, прислав ему записку следующего содержания: «Ни в Библии, ни в Уставе Церковном не указано, как просить пенсии на ордена. Благоволите редактировать мой проект (прошения в Капитул о пенсии на орден Св. Анны). Простите: старе, як мале». В 1889 г. он ещё более удивил всех, когда отправился на богомолье в Иерусалим и через 6 дней возвратился из Одессы в Тверь, «убоявся шума и волнения морского». Архиепископ Савва списался с высшими сферами и получил приглашение в Санкт-Петербург для личных объяснений по Желтиковскому делу. Весной 1891 года Савва лично представил митрополиту Исидору «конфиденциальную» записку об усмотренных им в действиях Геннадия «странностях и несообразностях со здравомыслием и правилами благопристойности». Савва считал пребывание Геннадия в Желтикове «для обители неполезным» прежде всего потому, что Геннадий отчасти распустил братию своей снисходительностью, отчасти вооружил против себя своей бестактностью, забросил монастырское хозяйство, находившиеся в монастыре «царские чертоги» обратил «в хранилище овощей и жилище птиц», богослужение (и даже царские молебны) совершал сокращённо и не по уставу, во время богослужения «ходил по церкви и заводил с богомольцами разговоры». Савва не забыл упомянуть и о странном паломничестве Геннадия в Иерусалим и о «неприличных и даже кощунственных выражениях» в письмах его к архиепископу, причём была целиком приведена указанная выше записка о пенсии.
Вследствие доклада Саввы 21 мая 1891 года состоялся указ Синода о переводе Геннадия «по болезненному состоянию» в Высокогорскую пустынь Арзамасского уезда, но непосредственно за этим члены Синода, «движимые благостию», назначили Геннадия управляющим Козловским Троицким монастырём, в котором он уже настоятельствовал, будучи ректором Тамбовской семинарии.
Последние годы Геннадий был разбит параличом, но упорно отказывался от медицинского пособия. Он умер 10 февраля 1893 года, в 4 часа утра. Последние его слова были: «А когда я умру, то за меня, наверное, помолятся мои ученики — ведь их у меня в Тамбовской семинарии было очень много». Он был погребён в монастырской Троицкой церкви.